# Adrien Deschryver
Adrien Deschryver (né le 11 mai 1939 à Bruges et mort le 23 mars 1989) est un photographe et défenseur de l'environnement belge qui, après l'avoir établi en 1970, fut gardien en chef du parc national de Kahuzi-Biega (République démocratique du Congo) à l'ouest du lac Kivu. Il assura seul la sécurité du parc pendant les années 70 où de fortes tensions éclatèrent dans la région de la ville de Bukavu. Ses efforts de conservation permirent de rétablir la population de gorilles qui subissait une forte pression de chasse et était en déclin dans le parc mais nécessitèrent l'expulsion d'une grande partie des indigènes.

## Biographie

### Etude des gorilles avec Dian Fossey
Dans les années 1960, Deschryver et Dian Fossey acquirent une grande notoriété dans leurs approches de deux sous-espèces de gorilles au Rwanda et en République démocratique du Congo. Tous deux côtoyèrent des mâles dominants agressifs et développèrent des techniques différentes pour les pacifier.
|                | Approche de Deschryver                                                                     | Approche de Fossey                                                                    |
| -------------- | ------------------------------------------------------------------------------------------ | ------------------------------------------------------------------------------------- |
| Points communs | Se frappent la poitrine et font mine de manger des feuilles en présence des gorilles.      | Se frappent la poitrine et font mine de manger des feuilles en présence des gorilles. |
| Différences    | Reste debout et regarde le mâle dans les yeux en lui parlant pendant que ce dernier charge | S'agenouille, évite le regard et ne parle pas au mâle quand il charge.                |

Deschryver commence à approcher les gorilles au milieu des années 1960 pour le tourisme. Il est alors accompagné de deux pisteurs de la tribu pygmée, Pili Pili Purusi et Mishebere Patrice,.

### Création du parc national de Kahuzi-Biega

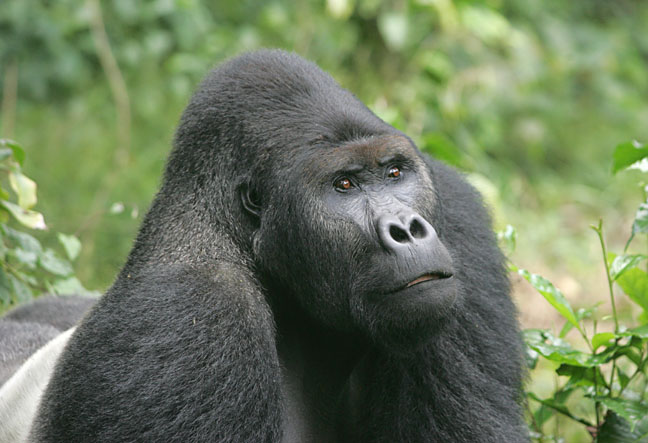
Gorille des plaines de l'Est mâle dans le Parc national de Kahuzi-Biega

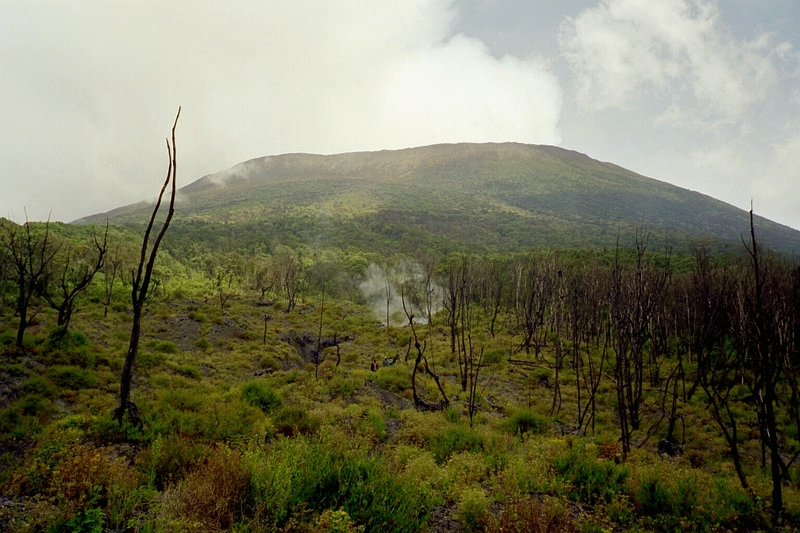
Le stratovolcan Nyiragongo dans le parc naturel en 2004

En 1970, Deschryver parvient à convaincre l'administration congolaise du besoin urgent de créer un parc national protéger afin de sauver les gorilles de la région alors fortement menacés par la chasse. Le parc national de Kahuzi-Biega est créé,.
Pendant les années 60 et 70, de fortes tensions éclatèrent dans la région de la ville de Bukavu, virant à la quasi guerre civile. À la tête du parc national Deschryver assure seul la sécurité du lieu,.
Il gagne par la suite en popularité à la suite de la diffusion d'une séquence du documentaire Gorilla de Göta Dieter Plage 1974, qui le montre amenant un bébé gorille abandonné dans la forêt pour l'aider à s'adapter à son habitat naturel. Le bébé gorille commence à crier lorsqu'il entend d'autres gorilles et est ensuite arraché à Deschryver par un mâle dominant. Le mâle charge Deschryver plusieurs fois, mais s'arrête lorsqu'il se rend compte que Deschryver ne recule pas.
Le clip de Deschryver résistant à la charge du mâle est depuis devenu viral, avec la création de mèmes portant sur le courage de Deschryver. D'autres ont noté que le clip est une excellente démonstration de la façon dont le comportement et l'intrépidité peuvent permettre d'établir une domination sur la taille et la force.
Deschryver meurt brutalement d'une crise cardiaque en 1989 dans des « circonstances douteuses [...] possiblement empoisonné », et est enterré au quartier général Tshivanga du Parc National Kahuzi-Biega.

## Critiques
Chassés par les Pygmées pour leur viande, la population de gorille était, au moment de la création du parc, à un niveau critique. La création du parc naturel national de Kahuzi-Biega poussée par Deschryver s'est réalisée grâce à son insistance auprès de la jeune administration congolaise (le pays étant devenu indépendant en 1960) et mena à l'expulsion d'une grande partie des populations indigènes habitant sur le territoire et à une interdiction de la chasse, les forêts étant patrouillées par des hommes armés pour éviter le braconnage.
On estime que près de 6 000 pygmées batwas ont ainsi été expulsés et réinstallés dans des villages pauvres en périphérie du parc ou leur intégration fut difficile,,.